# Vera Konstantinovna của Nga
Vera Konstantinovna của Nga (16 tháng 2 năm 1854 – 11 tháng 4 năm 1912), là con gái của Konstantin Nikolayevich của Nga. Vera là cháu gái của Sa hoàng Nikolai I và là em họ của Sa hoàng Aleksandr III của Nga.